# El Padre Padilla
El Padre Padilla fue un periódico satírico chileno editado por Juan Rafael Allende que apareció entre el 30 de agosto de 1884 y el 22 de febrero de 1896. Al igual que otros periódicos satíricos publicados en la época, iba acompañado de caricaturas.

## Historia
Tras el fin de las publicaciones de El Padre Cobos, Allende se dedicó a continuar la denuncia de problemas sociales, desigualdades económicas y abusos de poder mediante la publicación de un nuevo periódico satírico. Mediante un lenguaje incisivo, el periódico poseía un marcado lenguaje anticlerical y contra las clases dirigentes.
El periódico también deslizaba comentarios críticos hacia la homosexualidad, refiriéndose a ella mediante términos como «maricones» o «sodomitas». El Padre Padilla comienza a publicar a partir del 2 de marzo de 1886 una serie de artículos sobre homosexuales bajo el título «El mariconismo en Chile», señalando posibles teorías sobre las causas del aumento en la presencia de homosexuales en Santiago; el 13 de marzo se publica una segunda parte, mientras que a partir del 15 de mayo se presenta un guion titulado «Comedia de maricones» en el que se caricaturiza a homosexuales, y que se publica por entregas hasta el 29 de julio.

Las verdaderas causas del incremento del mariconismo entre nosotros son las siguientes: la confesion i los internados, i entre estos, mui principalmente los seminarios, que son semilleros de maricones. Entiéndase que al hablar de confesion, no me refiero a la que hacen las mujeres, porque de ella resultan huachos, i nó maricas. Pero de los internados de monjas, cleriguitos i seglares, salen la mayor parte de los fabricantes de roscas y tortillas. I ello se esplica. Entre cien muchachas, entre las cuales no hai un muchacho ni para remedio, las pobrecillas se dicen: «Con lo que hai nos vamos»; i, a falta de carne, le atracan al pescado. Acabad con todos los internados i acabareis con el mariconismo, I tendreis una nacion de hombres mui hombres…
Juan Rafael Allende, «El mariconismo en Chile». El Padre Padilla, Santiago de Chile, 13 de marzo de 1886

Dado sus constantes conflictos con la iglesia católica de la época, en 1896 El Padre Padilla fue prohibido por el obispo Joaquín Larraín Gandarillas.